# Josua Tuisova

a Compétitions nationales et continentales officielles uniquement.

b Matchs officiels uniquement.
Dernière mise à jour le 14 mai 2024.
Josua Tuisova, né le 4 février 1994 à Votua (Fidji), est un joueur international fidjien de rugby à XV et international de rugby à sept qui joue aux postes de centre et d'ailier au Racing 92 depuis 2023.
Avec la sélection fidjienne de rugby à sept, il devient champion olympique lors des Jeux olympiques 2016 de Rio de Janeiro.
Il remporte le championnat de France en 2014 avec le RC Toulon. En 2022, il remporte le Challenge européen avec le Lyon OU.
Son frère Filipo Nakosi est également un joueur international fidjien de rugby à XV.

## Biographie
Josua Tuisova naît à Votua, dans la province de Ba.
Il est le frère cadet de Filipo Nakosi, joueur du SU Agen de 2015 à 2019 et aujourd'hui du Castres olympique.
International au sein de l'Équipe des Fidji de rugby à sept, en février 2013, Josua Tuisova joue avec le RC Toulon en Top 14 de 2013 à 2019. En 2019, il quitte Toulon pour rejoindre le Lyon olympique universitaire rugby.
En novembre 2014, il est sélectionné dans l'équipe des Barbarians français pour affronter la Namibie au stade Mayol de Toulon.
Au cours de la saison 2022-2023, Josua Tuisova donne son accord au club du Racing 92 et portera ainsi les couleurs bleu et blanc dès la saison suivante.

## Style de jeu
Depuis ses performances au cours de la saison 2015-2016, il est considéré comme un des meilleurs ailiers au monde grâce à sa puissance et son explosivité mais aussi par ses appuis déroutants. Ces qualités sont en partie dues à son physique exceptionnel (113kg) et son centre de gravité très bas.
Tuisova joue majoritairement dans le même registre que ses aînés néo-zélandais Julian Savea et Waisake Naholo, c'est-à-dire dans un registre de percussion frontale, afin de conclure des occasions d'essai mais aussi de franchir le premier voire le deuxième rideau défensif et ainsi de créer des brèches dans la défense adverse. Il est également très actif en défense et devient au fur et à mesure des saisons un joueur très complet.

## Palmarès

### En club
- Vainqueur du Championnat de France en 2014 avec le RC Toulon.
- Finaliste du Championnat de France en 2013, 2016, 2017 avec le RC Toulon.
- Vainqueur du Challenge européen en 2022 avec le Lyon OU.

### Distinctions personnelles
- Meilleur marqueur d'essais du Championnat de France en 2021 (14 essais).
- Membre de l'équipe type du Championnat de France en 2023.

### En rugby à sept
- Jeux olympiques :
  - Médaille d'or : 2016.
- Paris Sevens :
  - Finaliste : 2016